# Округ Пиорија (Илиноис)
Округ Пиорија (енгл. Peoria County) је округ у америчкој савезној држави Илиноис.

## Демографија
По попису из 2010. године број становника је 186.494, што је 3.061 (1,7%) становника више него 2000. године.
| Група             | 2000.           | 2010.           |
| Белци             | 143.932 (78,5%) | 135.620 (72,7%) |
| Афроамериканци    | 29.532 (16,1%)  | 33.030 (17,7%)  |
| Азијати           | 3.041 (1,7%)    | 5.856 (3,1%)    |
| Хиспаноамериканци | 3.827 (2,1%)    | 7.102 (3,8%)    |
| Укупно            | 183.433         | 186.494         |